# 余承業 (明朝)
余承業（1490年—？），字懋賢，號草池，四川眉州青神縣人，軍籍，明朝政治人物。

## 生平
四川鄉試第七名舉人，嘉靖二年（1523年）中式癸未科會試第三百四十八名，二甲第六十四名進士。授刑部主事，出為雲南府同知，升雲南按察司僉事。

## 家族
曾祖余祥，戶部郎中，贈都察院右都御史；祖父余子偉，文林郎，贈戶部主事；父余寰，戶部員外郎，進階奉直大夫。母程氏，封太宜人。慈侍下。兄余承芳。弟余承勛，翰林院修撰；余承恩，南京錦衣衛指揮僉事；余承禮。